# Pat Hutchins
Patricia Evelyn Hutchins (Yorkshire, 18 juni 1942 – Londen, 8 november 2017) was een Engelse schrijfster en illustrator van kinderboeken, die in 1995 en 1996 het kinderprogramma Rosie en Jim presenteerde. In 1974 won ze de Kate Greenaway Medal van de Library Association. Deze prijs wordt uitgereikt aan de beste Britse kinderboekenauteur van het jaar. Het werk waar ze de prijs voor kreeg was The Wind Blew, een rijmend prentenboek. In het boek is te zien hoe een groep mensen wanhopig hun bezittingen achtervolgt in de wind.
Hutchins was getrouwd met illustrator Laurence Hutchins. Het stel heeft twee kinderen. Pat heeft ook boeken geschreven die door Laurence geïllustreerd werden.

## Biografie
Hutchins werd geboren op 18 juni 1942 in Yorkshire. Ze kreeg in 1958 een beurs aangeboden om naar de Darlington School of Art te gaan en ontwikkelde zich vanaf 1960 verder op het gebied van illustratie aan het Leeds College of Art, waar ze in 1962 afstudeerde. Tot 1966 werkte ze voor een reclamebedrijf in Londen. Hierna trouwde ze met Laurence Hutchins en verhuisde het stel naar New York. Hier begon Hutchins met het schrijven en illustreren van haar eerste prentenboek, Rosie's Walk, dat in 1968 uitgegeven werd door The Bodley Head en Macmillan US. In de Verenigde Staten haalde het boek de tweede plaats in de Boston Globe–Horn Book Award en werd het uitgeroepen tot ALA Notable Book. Het is nog steeds haar meest bekende boek in bibliotheken die meedoen met het WorldCat-programma.
Pat Hutchins schreef kinderboeken, waarvan sommigen geïllustreerd werden door Laurence, en meer dan 24 prentenboeken. Naast het winnen van de Greenaway Medal van 1974, eindigde haar boek One-Eyed Jack in 1979 op nummer twee.
In 1995 en 1996 presenteerde Hutchins het Britse kinderprogramma Rosie and Jim ook speelde ze de eigenaar van een narrowboat in de serie. Later werd ze ook de illustrator van de boeken over de serie.
Op 8 november 2017 stierf Hutchins aan de gevolgen van kanker. Ze was op dat moment 75 jaar oud.

### Geïllustreerd door Laurence Hutchins
Deze vijf boeken werden geschreven door Pat Hutchins, geïllustreerd door Laurence Hutchins en uitgegeven door The Bodley Head.
- The House that Sailed Away (Bodley, 1976; Greenwillow, 1975)
- Follow That Bus! (Bodley, 1977)
- The Mona Lisa Mystery (Bodley, 1981)
- The Curse of the Egyptian Mummy (Bodley, 1983)
- Rats! (Bodley, 1989)

- Bibsys: 11067456
- Biblioteca Nacional de España: XX1314279
- Bibliothèque nationale de France: cb12613918z (data)
- Gemeinsame Normdatei: 120383136
- International Standard Name Identifier: 0000 0000 8407 7080
- Library of Congress Control Number: n79100466
- Nationale Bibliotheek van Letland: 000122420
- Bibliotheek van het Japanse parlement: 00444102
- Nationale Bibliotheek van Tsjechië: xx0126604
- Nationale bibliotheek van Australië: 35215784
- Nationale Bibliotheek van Israël: 987007299333705171
- Nederlandse Thesaurus van Auteursnamen: 068950438
- LIBRIS: 406591
- SNAC: w6k09xz7
- Système universitaire de documentation: 061181137
- Trove: 868925
- Virtual International Authority File: 110431387
- WorldCat: E39PBJwdgwKDMw9GTTp66C8jYP